# Illa del Príncep Eduard
|  | No s'ha de confondre amb Illes del Príncep Eduard. |

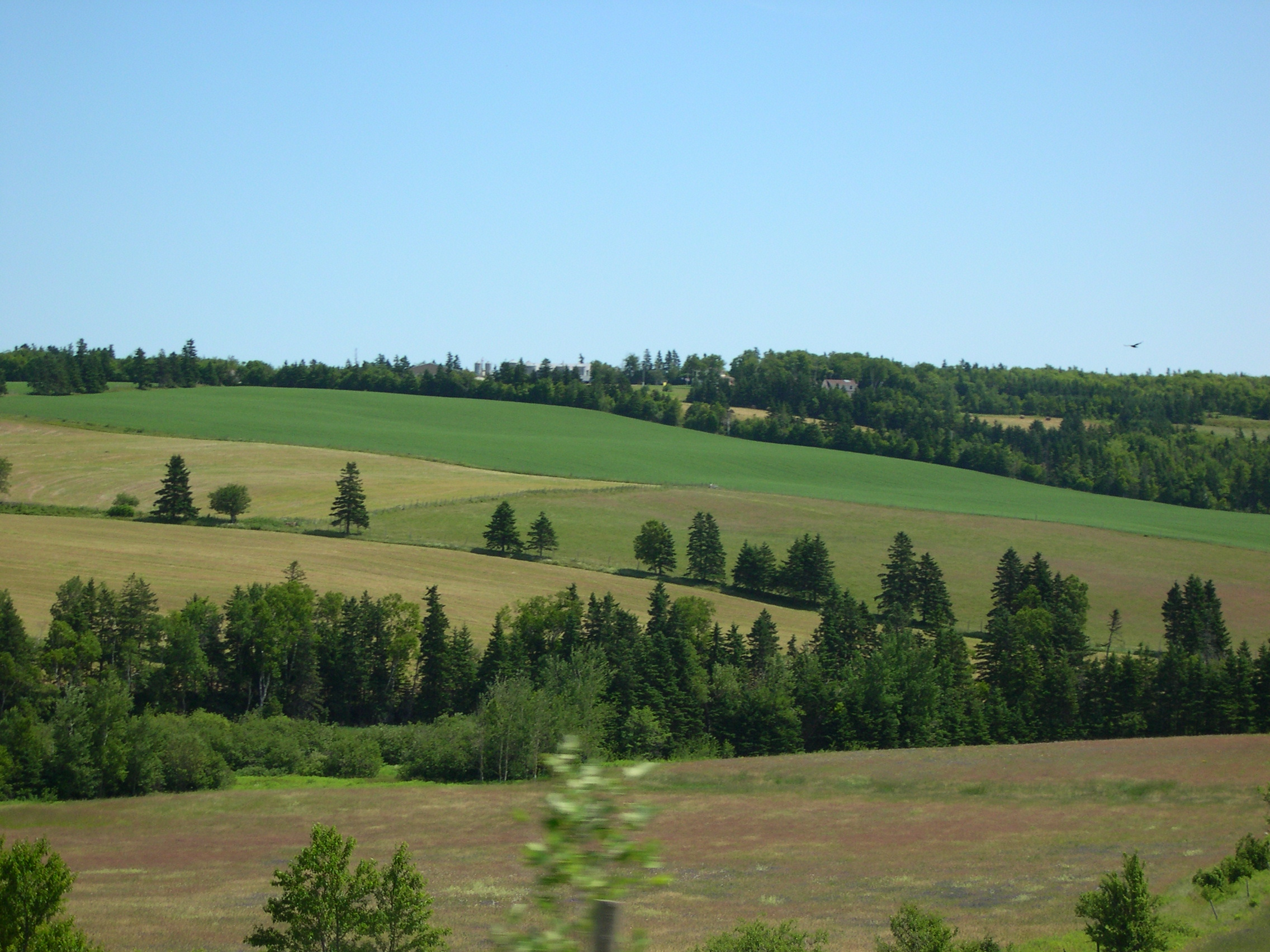
Paisatge característic de l'illa.

L'Illa del Príncep Eduard (en anglès Prince Edward Island, en francès Île-du-Prince-Édouard) és una illa del golf del riu Sant Llorenç que forma una província del Canadà, a la qual es va unir el 1873. La capital és Charlottetown.
El nom de la província prové del príncep Eduard August, duc de Kent i Strathearn, pare de la reina Victòria. Antigament formava part de l'Acàdia francesa.
L'illa és una de les províncies marítimes del Canadà. Es troba envoltada per l'oceà Atlàntic i separada del territori de Nova Brunswick per l'Estret de Northumberland. Fa poc temps va restar unida al continent nord-americà pel Pont de la Confederació.
Igual que les altres províncies marítimes, l'illa s'organitza administrativament en comtats. En concret en són tres: Kings, Prince i Queens.